# 沙烏地阿拉伯死刑制度
沙烏地阿拉伯在瓦哈比派伊斯蘭教法的規範下，擁有嚴格的死刑制度，執行數量位居世界前列。根据人权观察组织统计，2015年执行次数高达158，根据国际特赦组织统计，2016年则为至少154次，2017年为146次。
行刑時採取公開的方式，最常見办法是将受刑人用劍斬首和用乱石投击至死，其次是把受刑人釘死於十字架上。
2007年至2010年間，共有345起執行公開處決的報告，最近一起因巫術而死刑定罪并成功執行的案例在2011年。2007年至2010年間沒有石刑的報告，但1981至1992年間共有4起執行石刑報告。
2020年4月，在沙烏地阿拉伯王儲穆罕默德·本·萨勒曼推動下，沙烏地阿拉伯政府宣布取消對未成年者實施死刑。
截止2024年12月初，沙特阿拉伯执行在一年内执行了超过300次死刑，为该历史之最。

## 罪名

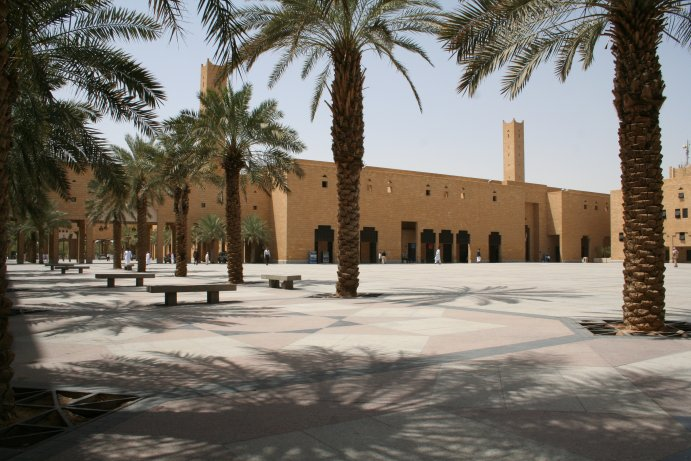
位在首都利雅德市中心的迪拉廣場是公開斬首的地點，因此又有「司法廣場」(Justice square) 或「砍頭廣場」(Chop chop square) 的稱號

### 伊斯蘭教法
觸犯下列三項教法，可判處死刑：
- Hudud：根據《古蘭經》中的具體犯罪[15]。變節、通姦和雞姦可判處死刑[16]。
- Qisas：「以眼還眼」的報復性法律[15]。謀殺罪屬於此法，但可以由被害者家屬選擇受刑方式，分別是死刑或索取巨額賠償金[17]。
- Tazir：一般的類別，包括國家的一般法規，其中部分可處以死刑，例如販毒[15]。

在沙烏地，有3種定罪的方式：第一個是不在被逼問的情況下的自白；第二個是兩名男性所說出的證詞，但若是觸犯Hudud，自白供認也是必需的；最後一個則是宣誓自己沒有犯罪，這在當地宗教社會中為一個很嚴肅的行為，拒絕宣誓將被視為認罪的表現。

### 其他
以下是觸犯而會被被處死刑的法律：
- 通姦
- 叛教
- 搶劫
- 褻瀆
- 劫車
- 走私毒品
- 淫亂
- 私闖民宅
- 同性性行為
- 偶像崇拜
- 謀殺
- 戀童癖
- 賣淫
- 強姦
- 煽動
- 不當性行為
- 恐怖主義
- 偷竊（累犯4次者）
- 叛國
- 向安拉發動戰爭
- 巫術

## 爭議
公開斬首及石刑已經在國際間引發不少批評的輿論。外國籍勞工遭到處決的事件也引發批評，其中2011年9月一名來自蘇丹的民工因為「施行巫術」的罪名而被斬首，國際特赦組織對此以「慘不忍睹」表達譴責。2013年1月，一名來自斯里蘭卡的女傭Rizana Nafeek因為照顧雇主的小孩不慎而使小孩窒息身亡，被法院判處斬首，斯里蘭卡也因此召回大使。在2013年，該國共有79名人犯被處決，其中外國人將近一半。根據國際特赦組織的統計，2010年至少有27位外籍劳工被處決，且截至2013年1月共超過45個外籍女傭在死囚牢房等待處決執行。

### 引用
1. ↑  . The Independent.   [October 20, 2017]. （原始内容存档于2018-12-08）.
2. ↑  . amnesty.org.   [August 21, 2017]. （原始内容存档于2017-10-11）.
3. ↑  . Amnesty International. 2018-04-12  [2018-07-16]. （原始内容存档于2019-04-19）.
4. ↑  . BBC News. 5 June 2003  [11 July 2011]. （原始内容存档于2009-04-01）.
5. ↑  Federal Research Division. . 2004: 304. ISBN 9781419146213.
6. ↑  Miethe, Terance D.; Lu, Hong. . 2004: 63. ISBN 9780521605168.
7. 1 2  U.S. State Department Annual Human Rights Reports for Saudi Arabia 2007-2010: . U.S. State Department. 8 April 2011  [11 July 2011]. （原始内容存档于2012-05-27）.; . U.S. State Department. 11 March 2010  [11 July 2011]. （原始内容存档于2012-01-19）.; . U.S. State Department. 25 February 2009  [11 July 2011]. （原始内容存档于2011-05-28）.; . U.S. State Department. 11 March 2008  [11 July 2011]. （原始内容存档于2011-10-28）.
8. 1 2  . Sudan Tribune. 24 September 2011  [15 January 2013]. （原始内容存档于2019-06-13）.
9. ↑  Vogel, Frank E. . 1999: 246. ISBN 9789004110625.
10. ↑  .   [2020-04-29]. （原始内容存档于2020-04-28）.
11. ↑  . 新德里电视台.   [2024-12-12]. （原始内容存档于2025-01-20）.
12. ↑  . 中东之眼.   [2024-12-12]. （原始内容存档于2025-05-24）.
13. ↑  .   [2011-10-22]. （原始内容存档于2005-03-07）.
14. ↑  . CBS News. 5 December 2007  [18 July 2011]. （原始内容存档于2011-06-04）.
15. 1 2 3 4  Otto, Jan Michiel. . 2010: 166. ISBN 9789087280574.
16. ↑  Dammer,, Harry R.; Albanese, Jay S. . 2010: 56. ISBN 9780495809890.
17. ↑  . The Washington Post. 27 July 2008  [11 July 2011]. （原始内容存档于2017-10-12）.
18. 1 2 3 4 5  Kritzer, Herbert M. . 2002: 1415. ISBN 9781576072318.
19. ↑  Beling, Willard A. . 1980: 117. ISBN 0709901372.
20. ↑  Otto, Jan Michiel. . 2010: 175. ISBN 978-90-8728-057-4.
21. ↑  . Amnesty International. 20 September 2011  [15 January 2012]. （原始内容存档于2013-12-31）.
22. ↑  Chamberlain, Gethin. . The Guardian. 13 January 2013  [14 January 2013]. （原始内容存档于2013-07-05）.
23. ↑  . Al Jazeera. 12 January 2013  [14 January 2013]. （原始内容存档于2018-11-07）.
24. ↑  . U.S. State Department. 8 April 2011  [11 July 2011]. （原始内容存档于2012-05-27）.
25. ↑  . The Independent. 15 January 2013  [15 January 2013]. （原始内容存档于2015-09-26）.

### 书籍
- Mackey, Sandra. The Saudis: Inside the Desert Kingdom. Updated Edition. Norton Paperback. W.W. Norton and Company, New York. 2002 (first edition: 1987). ISBN 0-393-32417-6 pbk.